# قوم تپولی
تپولی یا تپوری یا تپوروس (پرتغالی Taporos، اسپانیایی Taporos، انگلیسی tapori) قبیله‌ای سلتی‌تبار و باستانی در لوسیتانیا بودند که شبیه لوسیتانی‌ها بودند و قبیله‌ای وابسته به آنها بودند، درست در شمال رودخانه تاگوس یا تجو (پرتغالی Tejo)، در اطراف منطقه مرزی پرتغال و اسپانیا امروزی زندگی می‌کردند.